# Modiolus auriculatus

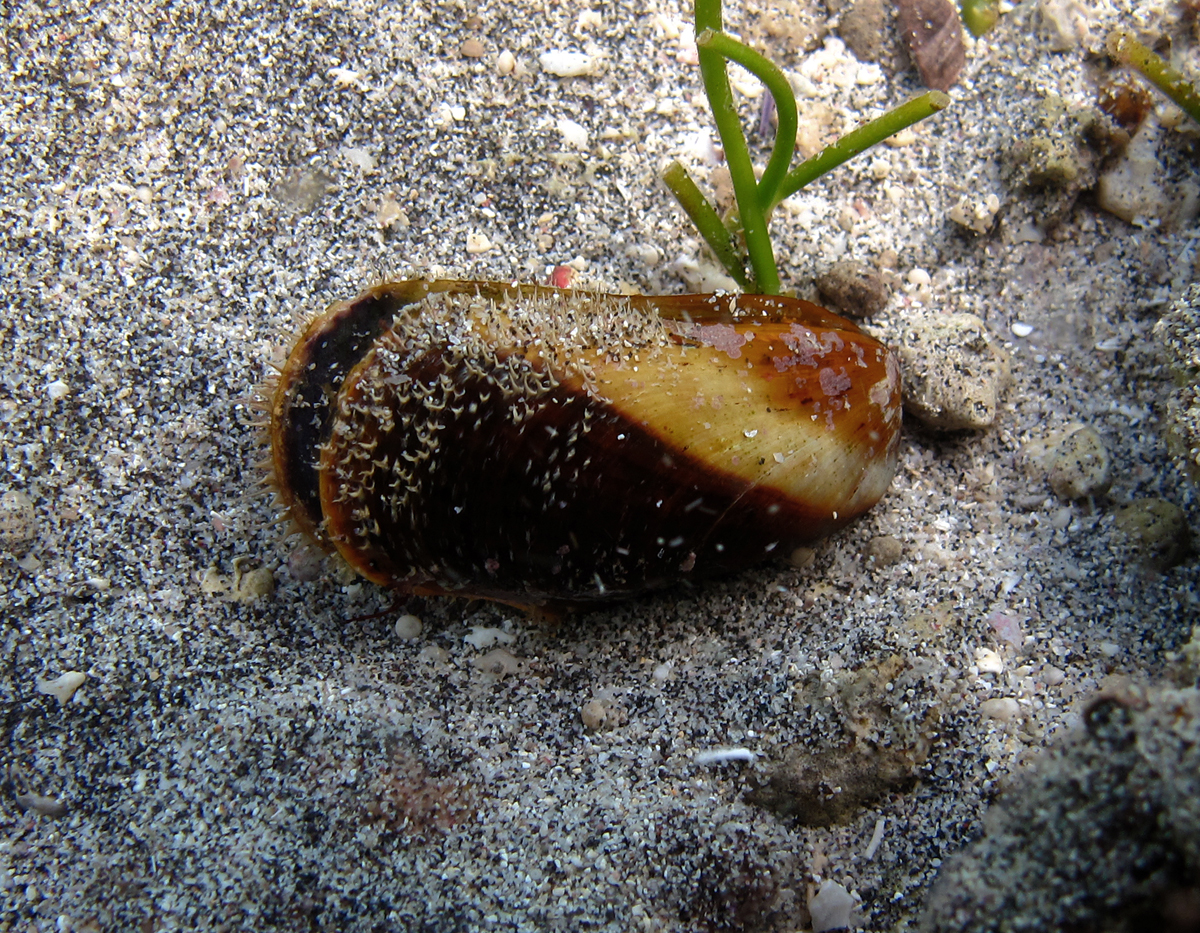
Modiolus auriculatus (Krauss, 1848) (?)

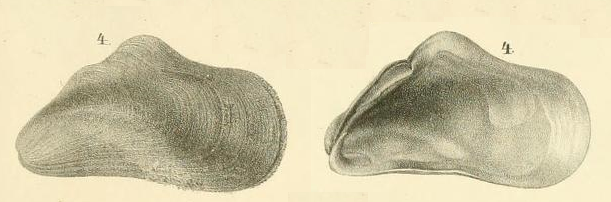
Modiolus auriculatus (Originalabbildung von Krauss, 1848: Taf. 2, Fig. 4)

Modiolus auriculatus ist eine Muschel-Art aus der Familie der Miesmuscheln (Mytilidae). Die Art ist im östlichen Mittelmeer ein Lessepsscher Einwanderer.

## Merkmale
Das gleichklappige, in der Mitte aufgeblähte Gehäuse wird bis zu 50 mm lang, sehr selten auch bis 77 mm. Im Umriss ist es trapezoidal. Es ist stark ungleichseitig, die Wirbel sitzen terminal am Vorderende bzw. stehen über das eigentliche Vorderende vor. Der Dorsalrand steigt steil zu einem flachwinkligen Rücken oder auch zu einem gerundeten, flügelartigen Fortsatz an; dieser sitzt bei etwa einem Drittel (von vorne) bis etwa in Gehäusemitte. Danach fällt der Dorsalrand in einem flachen Sinus ab und verläuft gerade bis leicht gewölbt zum Hinterende. Im hinteren Gehäusebereich verlaufen Ventral- und Dorsalrand fast parallel, und es flacht sich seitlich immer mehr ab. Das Hinterende ist gut gerundet. Der Ventralrand verläuft fast gerade bis sogar leicht konkav. Von den Wirbeln verläuft eine Rinne am Ventralrand entlang und endet hinter der Byssusaustrittsstelle (etwas hinter der Gehäusemitte). Das Ligament beginnt unterhalb der Wirbel als tiefe schmale Grube, wird dann breiter und flacher und endet noch deutlich vor dem Rücken bzw. dem flügelartigen Fortsatz. Es sind keine Schlosszähne vorhanden. Der hintere Schließmuskel ist sehr groß, der vordere Schließmuskel klein, länglich-eiförmig und vertieft.
Die Schale ist vergleichsweise dick und festschalig. Die Farbe reicht von rotbraun, über matt rot bis zu olivbraun. Die innere Oberfläche ist weißlich mit mehr oder weniger intensiver violetter Tönung. Das Periostrakum ist bei juvenilen Exemplaren zu langen Haaren oder Borsten verlängert, die dicht übereinander liegen bzw. eng an der Oberfläche anliegen, jedoch meist abgerieben sind. Bei adulten Exemplaren ist das Periostraum eher glatt und glänzend, jedoch ebenfalls und besonders ventral stark abgerieben. Die Oberfläche der Schale ist im Wesentlichen glatt, nur mit feinen Anwachsstreifen versehen. Auf der Innenseite sind ebenfalls die Anwachsstreifen zu sehen, aber auch einige radiale Linien. Der innere Gehäuserand ist glatt.

## Geographische Verbreitung, Lebensraum und Lebensweise
Das Verbreitungsgebiet reicht von Südafrika entlang der ostafrikanischen Küsten bis zur Arabischen Halbinsel (einschließlich Golf von Oman, Persischer Golf und Rotes Meer). Sie wurde schon 1905 im Sueskanal nachgewiesen, 1937 von der Küste Israels. Sie wurde dort aus 51 bis 55 m Wassertiefe gedredged, ist aber nicht häufig. 2009 wurde die Art von Französisch-Polynesien vermeldet. 2011 wurde sie an der Nordostküste Indiens nachgewiesen.
Die Tiere sind im Gezeitenbereich von felsigen Küsten mit Byssusfäden an Hartgrund, wie Felsen, Steine oder Korallenbruchstücke angeheftet, seltener auch im losen Sediment verankert. Sie sind Suspensionsfiltrierer.

## Entwicklung
Die hier geschilderte Entwicklung folgt einer Studie, die bei Hurghada (Ägypten) gemacht wurde. Die Tiere sind getrenntgeschlechtlich. Das Verhältnis Männchen:Weibchen war etwa 1:1. Die Tiere waren schon bei einer Größe von 3 cm geschlechtsreif. Die Entwicklung der Gonaden in Männchen und Weibchen verlief wie zu erwarten synchron. Geschlechtsreife Tiere wurden aber das ganze Jahr über gefunden. Die größte Anzahl ablaichender Individuen wurde zwischen März und Juni/Juli beobachtet. Die Geschlechtsprodukte werden ins freie Wasser abgegeben, wo die Befruchtung stattfindet.

## Taxonomie und Phylogenie
Das Taxon wurde 1848 von Ferdinand Krauss erstmals beschrieben (als Modiola auriculata). Modiola Lamarck, 1801 ist eine Falschschreibung von Modiolus Lamarck, 1799. Das Taxon ist allgemein akzeptiert. Nach molekularbiologischen Untersuchungen ist Modiolus philippinarum die nächstverwandte Art.